# Pothyne celebiana
Pothyne celebiana är en skalbaggsart som beskrevs av Stefan von Breuning 1943. Pothyne celebiana ingår i släktet Pothyne och familjen långhorningar.
Artens utbredningsområde är Sulawesi. Inga underarter finns listade i Catalogue of Life.